# Sylwia Spurek

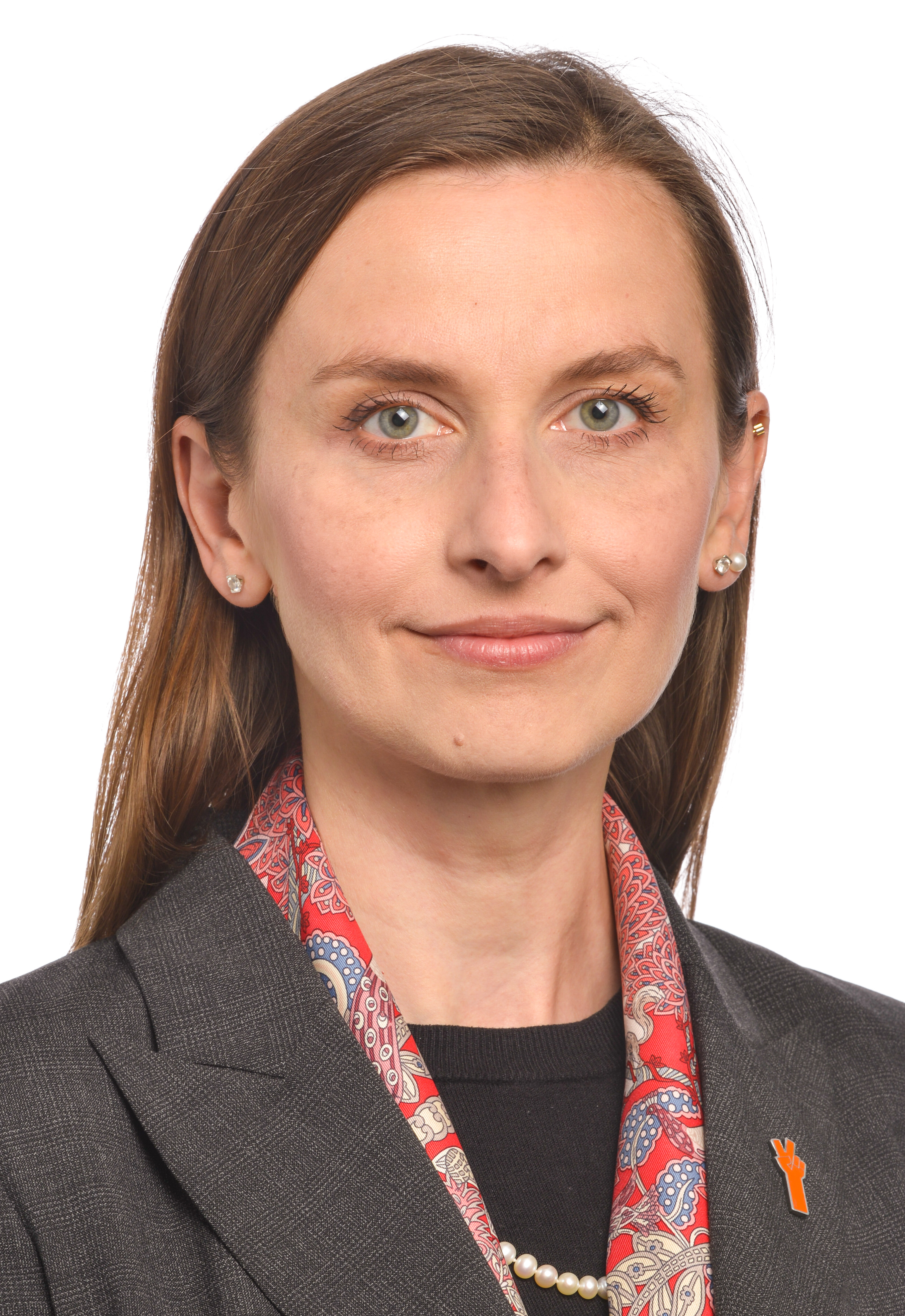
Sylwia Spurek (2019)

Sylwia Iwona Spurek (* 29. Januar 1976 in Skarżysko-Kamienna, Woiwodschaft Heiligkreuz) ist eine polnische Juristin, Aktivistin und Politikerin (vorher Wiosna, seit 2019 parteilos). Die promovierte Juristin spezialisierte sich auf Straf-, Verwaltungs-, Völker- und Verfassungsrecht. Von 2019 bis 2024 war sie Abgeordnete im Europäischen Parlament – zuletzt fraktionslos.

## Leben

### Ausbildung und wissenschaftliche Karriere
Sylwia Spurek wurde am 29. Januar 1976 in der polnischen Mittelstadt Skarżysko-Kamienna geboren, wo sie auch aufwuchs. Von 1991 bis 1995 besuchte sie die Adam-Mickiewicz-Oberschule, dem schloss sie ein Jura-Studium an der Universität Łódź an. Mit ihrer Abschluss zum Thema der Beteiligung von Frauenorganisationen in Zivilverfahren schloss sie das Studium 2000 ab. Im selben Jahr war sie Stipendiatin des Legal Fellowship Program und Teilnehmerin der International Women's Human Rights Clinic an der City University of New York.
Spurek dozierte später an der Universität Warschau und an der Polnischen Akademie der Wissenschaften Postgraduiertenstudien im Bereich Gender-Mainstreaming. Sie ist Autorin von Veröffentlichungen zu den Themen Häusliche Gewalt, Gleichbehandlung und Diskriminierung. 2012 verteidigte sie ihre Promotion über die rechtlichen Aspekte der Bekämpfung häuslicher Gewalt, wobei sie sich auf die Isolierung des Täters vom Opfer konzentrierte. Eleonora Zielińska begleitete die Arbeit als Doktormutter.

### Wirken für Bürgerrechte und Gleichstellung
Von 2002 bis 2005 arbeitete Spurek im Sekretariat der Regierungsbevollmächtigten für die Gleichstellung von Frauen und Männern, wo sie sich unter anderem mit dem Regierungsentwurf zur Verhütung häuslicher Gewalt befasste. In den Jahren 2008 bis 2015 war sie Mitglied der Abteilung für den Europäischen Gerichtshof für Menschenrechte im polnischen Außenministerium. In den Jahren 2010 bis 2012 war sie als Vertreterin der Büroleitung des Premierministers im Rechtsausschuss tätig, bis 2014 war sie als Beraterin des Premierministers in der Rechtsabteilung der Kanzlei des Premierministers tätig. Anschließend war sie bis Juni 2015 stellvertretende Leiterin des Amtes der Regierungsbevollmächtigten für Gleichbehandlung und u. a. verantwortlich für die Koordinierung der Regierungsarbeit zur Ratifizierung des Übereinkommens des Europarates zur Verhütung und Bekämpfung von Gewalt gegen Frauen und häuslicher Gewalt.
Am 22. September 2015 wurde sie stellvertretende Ombudsfrau für Gleichbehandlung des polnischen Staates. Aufgrund ihrer Pläne für ein politisches Engagement trat sie am 28. Februar 2019 von diesem Amt zurück.
Sylwia Spurek sprach als Expertin bei Einrichtungen wie dem Europäischen Institut für Gleichstellungsfragen, dem Referats für Gleichstellungsfragen des Europarats und dem Bevölkerungsfonds der Vereinten Nationen.

### Engagement für Nichtregierungsorganisationen
Spurek war Vorstandsmitglied von Equinet von 2017 bis 2019. Bis 2019 war sie Ehrenmitglied des Programmausschusses des Feministischen Fonds Femfund, der Gelder und Zuschüsse für feministische Organisationen sammelt und vergibt.
Im März 2019 veröffentlichte sie zusammen mit ihrem Partner Marcin Anaszewicz das Buch Związek partnerski, rozmowy o Polsce ("Partnerschaft, Gespräche über Polen").  Alle Gewinne aus dem Verkauf des Buches spendeten die beiden der britischen Tierrechtsstiftung Viva!.

### Politisches Engagement
Anfang März 2019 trat Spurek der von Robert Biedroń gegründeten Wiosna-Partei bei. Die Parteimitglieder nominierten Spurek für die im selben Jahr anstehenden Europawahlen. Bei den Wahlen gewann Wiosna als einzige kleine Partei 6,06 Prozent, Spurek gewann ein Mandat im Europawahlkreis Wielkopolska (Kleinpolen). Sie trat gemeinsam mit den Wiosna-Kollegen Robert Biedroń und Łukasz Kohut der sozialdemokratischen S&D-Fraktion bei. Für die Fraktion wurde sie Mitglied im Ausschuss für bürgerliche Freiheiten, Justiz und Inneres, sowie stellvertretendes Mitglied im Ausschuss für Umweltfragen, öffentliche Gesundheit und Lebensmittelsicherheit, im Ausschuss für Landwirtschaft und ländliche Entwicklung sowie im Untersuchungsausschuss im Zusammenhang mit dem Schutz von Tieren beim Transport.
Bereits wenige Monate nach der Wahl, zum 28. Oktober 2019, verließ Spurek Wiosna und schloss sich keiner neuen Partei an. Ein Jahr später, zum 29. September 2020, verließ sie aus politischer Frustration auch die S&D-Fraktion und trat am darauffolgenden Tag der Fraktion Die Grünen/EFA bei. Der Fraktion trat damit erstmals ein Mitglied aus Polen bei. Mit dem Fraktionswechsel ergaben sich auch Veränderungen bei ihren Ausschussmitgliedschaften: Sie war seitdem Mitglied im Ausschuss für die Rechte der Frau und die Gleichstellung der Geschlechter und stellvertretendes Mitglied im Ausschuss für bürgerliche Freiheiten, Justiz und Inneres. Sie verließ die Fraktion wiederum zum 30. Mai 2024 kurz vor der Europawahl 2024.

## Politische Ansichten
Politisch vertritt Spurek nach eigenen Angaben vor allem Themen der Bürger- und Tierrechte. Sie kritisiert regelmäßig die polnische Regierung, z. B. zum Thema Flüchtlingspolitik. Ebenso kritisiert Spurek mangelndes bürgerschaftliches Engagement und Erziehung in Polen. Ihrer Meinung nach würde sich die EU-Kommission gegenüber der polnischen Regierung zu nachlässig zeigen und forderte mehr Unterstützung und Verteidigung von Frauenrechten, Zivilgesellschaft und Klimaschutz.
Am 21. Januar 2020 teilte Spurek auf ihrem Twitter-Account ein Bild des australischen Künstlers Jo Frederiks, das Kühe in schwarz-weißen Streifenanzügen mit gelben Davidsternen vor einer mit Blut beschmierten Wand zeigt. Spurek wurde für ihren Tweet stark kritisiert. Medien, aber auch das Museum Auschwitz-Birkenau kritisierten die Verharmlosung des Leids von KZ-Häftlingen und warfen ihr Antisemitismus vor. Spurek entschuldigte sich nicht für die Veröffentlichung, sondern ergänzte diese um ein Zitat des jüdischen Nobelpreisträgers Isaac Singer aus seinem Buch Enemies: A Love Story: „Die Zufriedenheit, mit der der Mensch mit anderen Spezies tun kann, was ihm gefällt, illustriert die extremsten rassistischen Theorien, das Prinzip, dass dem Stärkeren alles erlaubt ist.“ (auf Englisch: The smugness with which man could do with other species as he pleased exemplified the most extreme racist theories, the principle that might is right.)